# Alex Beer

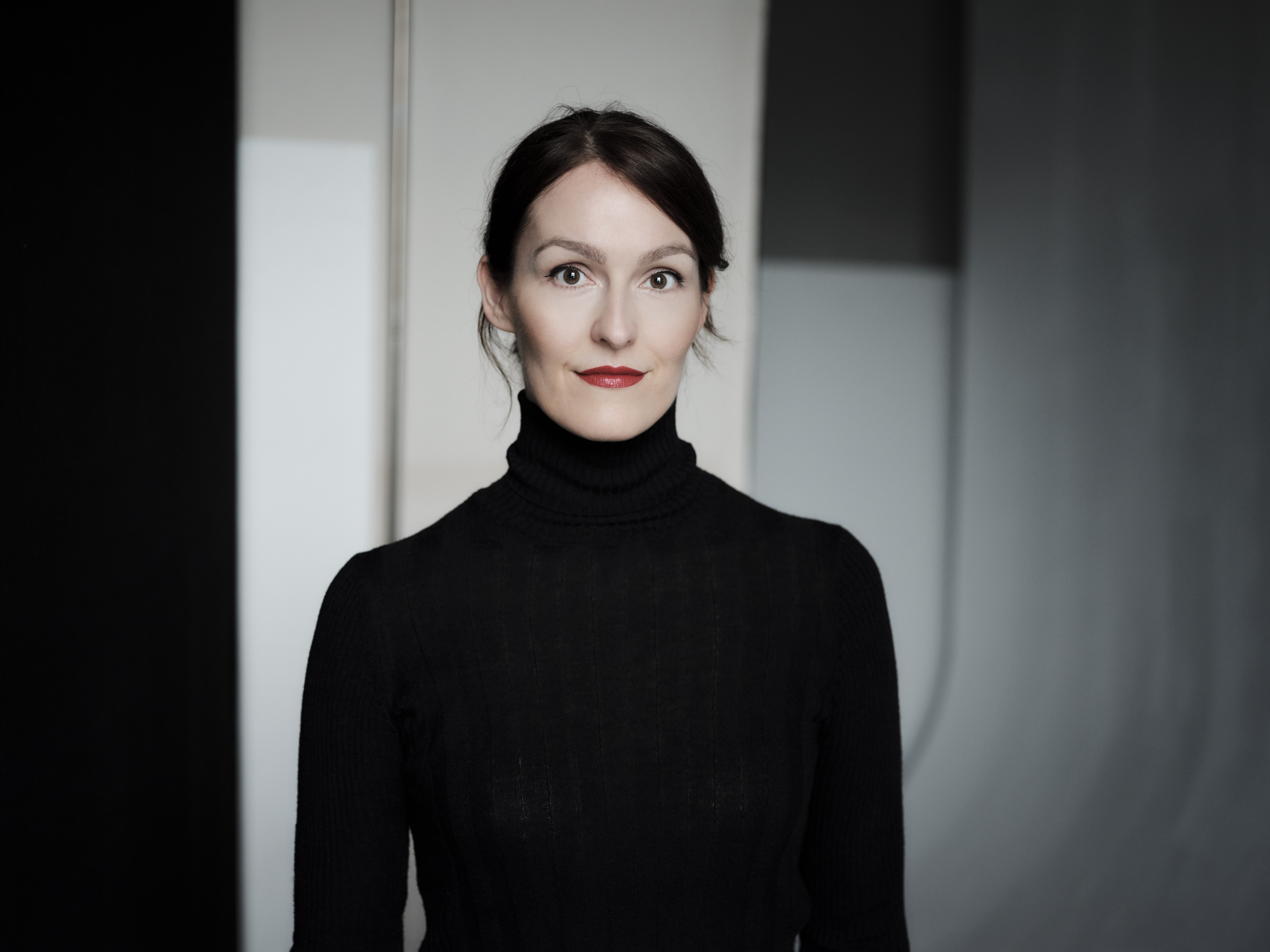
Alex Beer (2019)

Alex Beer, eigentlich Daniela Larcher (* 8. April 1977 in Bregenz), ist eine österreichische Schriftstellerin.

## Leben
Alex Beer wuchs in Lustenau auf. 1996 maturierte sie an der Handelsakademie Lustenau, anschließend studierte sie an der Fachhochschule Vorarlberg in Dornbirn Prozess- und Projektmanagement. Nach einer zweijährigen Tätigkeit in der Werbebranche begann sie 2002 an der Universität Wien ein Studium der Archäologie. Anschließend zog sie nach New York, wo sie im Verlagswesen arbeitete.
Mittlerweile lebt sie wieder in Wien.

## Werke

### Kriminalromane

#### Otto-Morell-Reihe
Die Bücher dieser Reihe wurden unter ihrem bürgerlichen Namen Daniela Larcher veröffentlicht.
- Die Zahl. Fischer Taschenbuch Verlag, 2008, ISBN 978-3-596-18241-1.
- Zu Grabe. Fischer Taschenbuch Verlag, 2011, ISBN 978-3-596-18286-2.
- Neumond. Fischer Taschenbuch Verlag, 2013, ISBN 978-3-596-19222-9.
- Teures Schweigen. Fischer Taschenbuch Verlag, 2014, ISBN 978-3-596-19699-9.

#### August-Emmerich-Reihe
- Der zweite Reiter. Random House, 2017, ISBN 978-3-8090-2675-4.
- Die rote Frau. Random House, 2018, ISBN 978-3-8090-2676-1.
- Der dunkle Bote. Random House, 2019, ISBN 978-3-8090-2703-4.
- Das schwarze Band. Random House, 2020, ISBN 978-3-8090-2720-1.
- Der letzte Tod. Random House, 2021, ISBN 978-3-8090-2749-2.
- Die weiße Stunde. Random House, 2024, ISBN 978-3-8090-2765-2.

#### Isaak-Rubinstein-Reihe
- Unter Wölfen. Random House, 2019, ISBN 978-3-8090-2711-9.
- Unter Wölfen – Der verborgene Feind. Random House, 2020, ISBN 978-3-8090-2736-2.

#### Felix-Blom-Reihe
- Felix Blom – Der Häftling aus Moabit. Random House, 2022, ISBN 978-3-8090-2759-1.
- Felix Blom - Der Schatten von Berlin. Random House, 2023, ISBN 978-3-8090-2764-5.
- Felix Blom - Mord an der Spree. Random House, 2025, ISBN 978-3-8090-2796-6.

### Kurzkrimis in Anthologien
- Erst 1, Dann 2, Dann 3, Dann 4… Fischer Scherz, 2009, ISBN 978-3-502-11065-1.
- Das wird ein Fest. Fischer Taschenbuch Verlag, 2010, ISBN 978-3-596-18637-2.
- Tatort Hofburg. Falter Verlag, 2016, ISBN 978-3-85439-569-0.
- Henkers.Mahl.Zeit. Mord am Hellweg IX. Grafit, 2018, ISBN 978-3-89425-585-5.
- Nur der See sah zu. Haymon, 2021, ISBN 978-3-7099-7943-3.
- Radieschen von unten. Residenz Verlag, 2022, ISBN 978-3-7017-1754-5.
- Meer Morde. Residenz Verlag, 2023, ISBN 978-3-7017-1771-2.
- Messer, Gabel, Mord. Residenz Verlag, 2024, ISBN 978-3-7017-1793-4.

## Auszeichnungen und Preise
- Shortlist Leo-Perutz-Preis 2015
- Leo-Perutz-Preis 2017[2]
- Nominierung Victor Crime Award 2018[3]
- Nominierung Fine Crime Award 2019
- Shortlist Friedrich-Glauser-Preis 2019
- Literaturreise nach China auf Einladung des Österreichischen Bundeskanzleramts und der China Writers Association
- Shortlist Leo-Perutz-Preis 2019 mit Der dunkle Bote[4]
- Mimi 2020 (Publikumspreis des Deutschen Buchhandels) für Der dunkle Bote
- Shortlist Crime Cologne Award 2019 mit Der dunkle Bote[5]
- Österreichischer Krimipreis 2019[6]
- Leo-Perutz-Preis 2019 für Der dunkle Bote[7]
- Offizielle Auswahl „Books at Berlinale“ 2020 mit Unter Wölfen
- Nominierung Crime Cologne Award 2020 mit Unter Wölfen
- Auswahl für Das Blaue Sofa 2020
- Hörbuchbestenliste Oktober 2020 mit Das Schwarze Band
- Offizielle Auswahl „50 Books That Travel“ 2020 mit The Second Rider (Der Zweite Reiter)
- Aufenthaltsstipendium der Literar-Mechana in Triest 2021
- Fine Crime Award 2021
- Nominierung Crime Cologne Award 2021 mit Das schwarze Band[8]
- Auswahl für Das Blaue Sofa 2022
- Silberner HOMER 2023 (für den besten historischen Roman) für Felix Blom, der Häftling aus Moabit
- Berliner Krimipreis „Krimifuchs“ 2024 für die Felix-Blom-Reihe
- Nominierung HOMER 2025 für Die weiße Stunde